# Oğuzhan Özyakup
Oğuzhan Özyakup (ur. 23 września 1992 w Zaanstad) – holendersko-turecki piłkarz grający na pozycji pomocnika w tureckim klubie Beşiktaş JK oraz w reprezentacji Turcji.

## Statystyki kariery
(aktualne na dzień 3 czerwca 2013)
| Klub               | Sezon              | Liga               | Liga  | Liga   | Puchar kraju | Puchar kraju | Puchar ligi | Puchar ligi | Europa | Europa | Suma  | Suma   |
| Klub               | Sezon              | Liga               | Mecze | Bramki | Mecze        | Bramki       | Mecze       | Bramki      | Mecze  | Bramki | Mecze | Bramki |
| ------------------ | ------------------ | ------------------ | ----- | ------ | ------------ | ------------ | ----------- | ----------- | ------ | ------ | ----- | ------ |
| Arsenal            | 2011/12            | Premier League     | 0     | 0      | 0            | 0            | 2           | 0           | 0      | 0      | 2     | 0      |
| Beşiktaş JK        | 2012/13            | Süper Lig          | 28    | 2      | 2            | 0            | 0           | 0           | 0      | 0      | 30    | 2      |
| Ogólnie w karierze | Ogólnie w karierze | Ogólnie w karierze | 28    | 2      | 2            | 0            | 2           | 0           | 0      | 0      | 32    | 2      |

## Sukcesy
Arsenal
- Premier Academy League: 2008/09, 2009/10
- FA Youth Cup: 2008/09

Holandia
- Mistrzostwa Europy U-17: 3. miejsce w 2008 roku
- Mistrzostwa Europy U-17: 2. miejsce w 2009 roku